# Olpe de Chigi

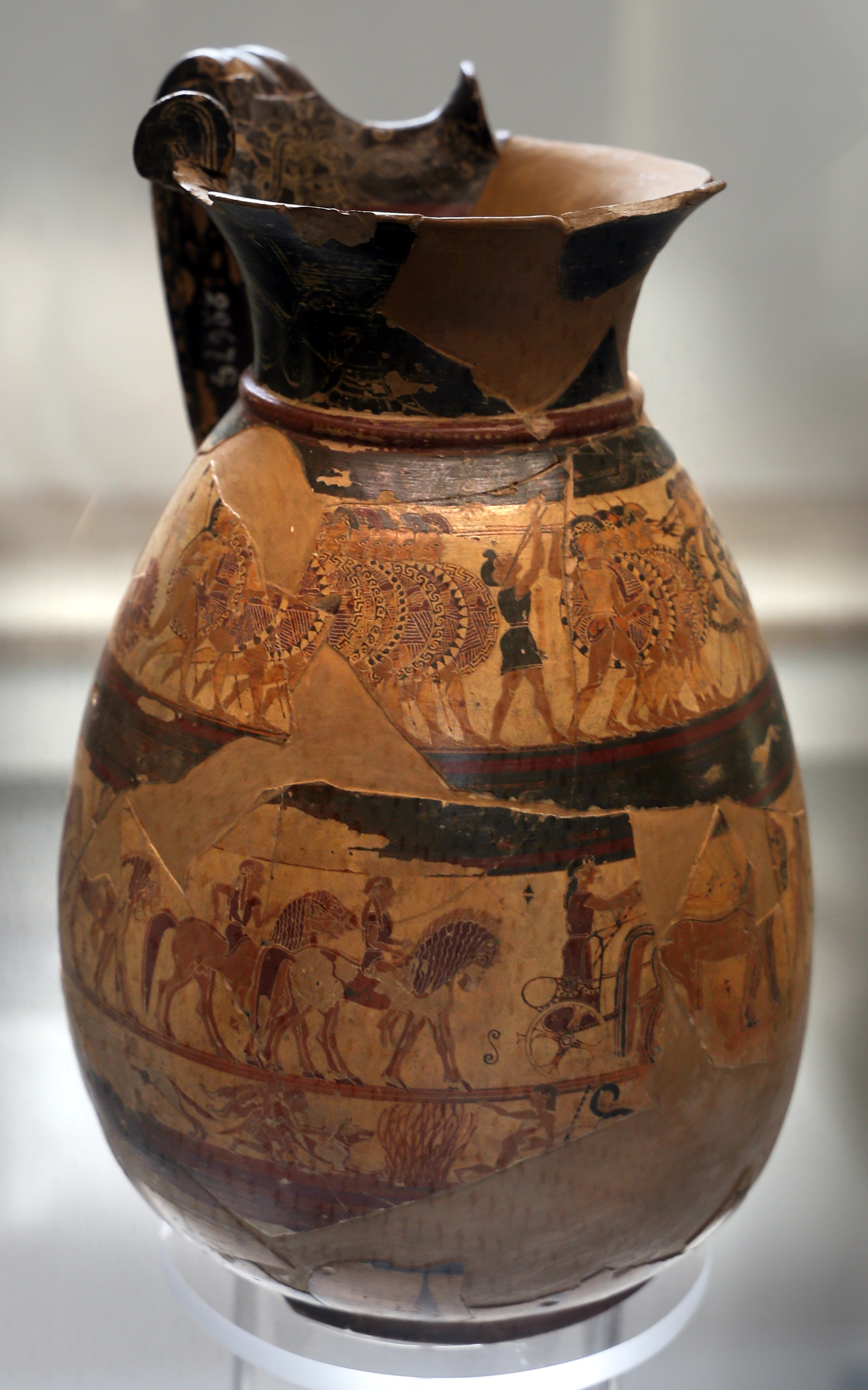
El olpe de Chigi (Museo Nacional Etrusco, Roma)

El olpe de Chigi es un olpe o cántaro protocorintio, obra de un pintor anónimo conocido por este vaso como el Pintor de Chigi, al que también se le atribuyen al menos otro olpe de Egina y dos aríbalos que se conservan en Londres y Berlín. Fue encontrado en una tumba monumental etrusca en Monte Aguzzo, cerca de Veio, en la finca del Príncipe Mario Chigi en 1881. Las obras del Pintor de Chigi se han datado en torno a los periodos protocorintio medio y tardío y al olpe, en concreto, se le ha asignado una fecha de ca. 650–640 a. C. Se conserva en el Museo Nacional Etrusco, Villa Giulia, Roma (inv. N.º 22679).
El vaso tiene 26 cm de alto, que es modesto en comparación con otros vasos griegos. Se encontró en medio de una gran cantidad de fragmentos de cerámica de diversa procedencia, incluido un bucchero inscrito con cinco líneas en dos alfabetos etruscos tempranos. Aunque algunas partes de la inscripción parecen fórmulas mágicas o palabras sin sentido, un fragmento se ha interpretado como dedicatoria a alguien llamado Atianai, que quizás fuera también el propietario de la vasija de Chigi.

## Escenas representadas
El olpe de Chigi es una obra policromada decorada con varios frisos donde se representan escenas mitológicas, de caza y una formación de falanges hoplitas.

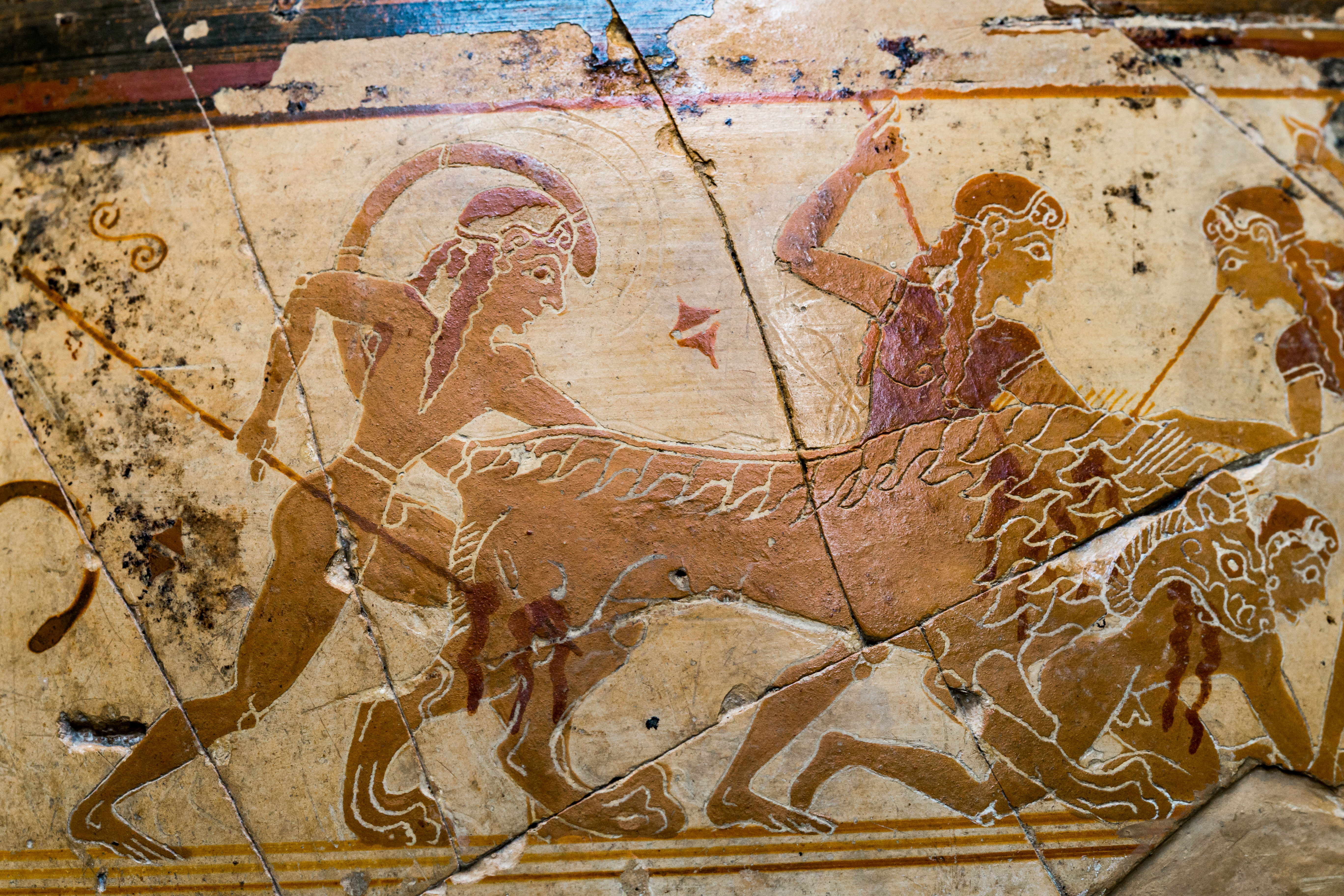
Escena de la caza del león

El friso inferior es una escena de caza en la que tres cazadores jóvenes desnudos de pelo corto y una muta de perros intentan cazar liebres y zorros. Por sus atributos, probablemente los cazadores son efebos. Un cazador arrodillado lleva un lagobolon (un garrote arrojadizo que se usa para cazar liebres) mientras indica a sus compañeros que se queden detrás de un arbusto.
El friso central consta de representaciones de varios eventos distintos. Primero, el evento mitológico conocido como el juicio de Paris, seguido por un desfile de caballeros de pelo largo, cada uno de los cuales conduce otro caballo sin montar. Posiblemente sean escuderos de otros jinetes más importantes que están ausentes. Se ha sugerido que estos últimos pueden ser los cazadores del león que aparecen en otra escena de la misma banda del vaso. Luego hay una cuadriga conducida por un auriga y por otro personaje desnudo que va delante. Frente a la cuadriga se halla una esfinge con una sola cabeza pero dos cuerpos, que lleva una corona de flores y tiene una sonrisa arcaica. Algunos especialistas han sugerido que en lugar de una esfinge, esta figura es una Ker.
Detrás de esta figura mitológica está la escena de caza de un león en la que cuatro cazadores atacan con sus lanzas al león, que tiene un quinto cazador entre las fauces. Los cazadores llevan una túnica corta pero hay uno que está desnudo, con un cinturón. Se ha sugerido que este puede ser un personaje destacado.
Encima de este friso hay otra banda, más estrecha, con una escena de caza sobre fondo oscuro, aunque solo aparecen animales: perros persiguiendo ciervos, cabras y liebres.

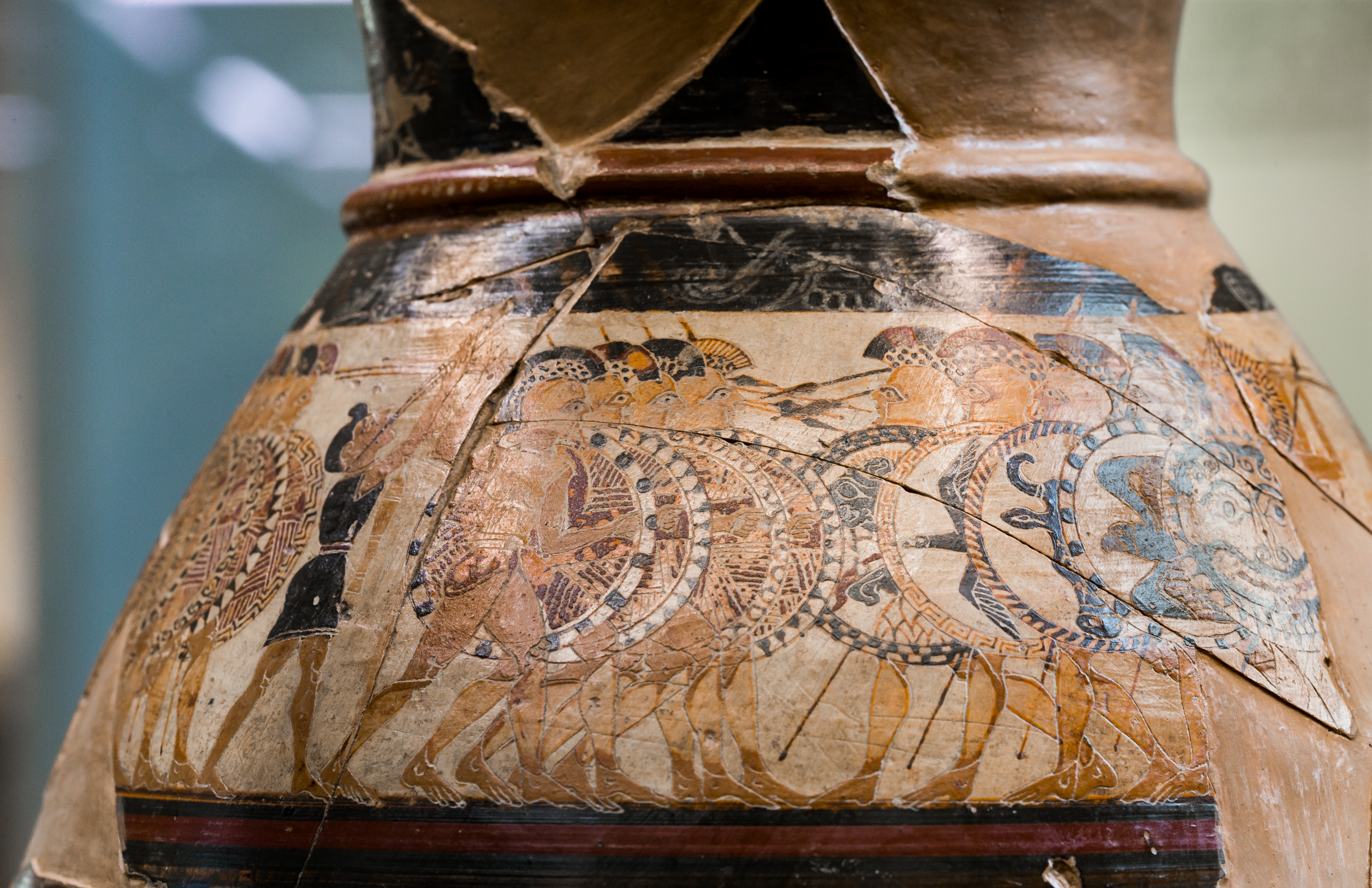
Detalle que representa a los hoplitas en acción

En el friso superior se encuentra la escena que más ha llamado la atención de los eruditos: una batalla entre dos formaciones de hoplitas. En esta escena aparece también un flautista que marca el ritmo del avance del ejército de la parte izquierda. Cada ejército tiene una formación de vanguardia y otra de retaguardia. Los hoplitas de la vanguardia disponen de dos lanzas, una más corta y otra más larga, mientras los de retaguardia llevan una sola lanza. Los escudos llevan emblemas de animales feroces y entre ellos destaca uno que tiene un gorgoneion.

## Juicio de Paris

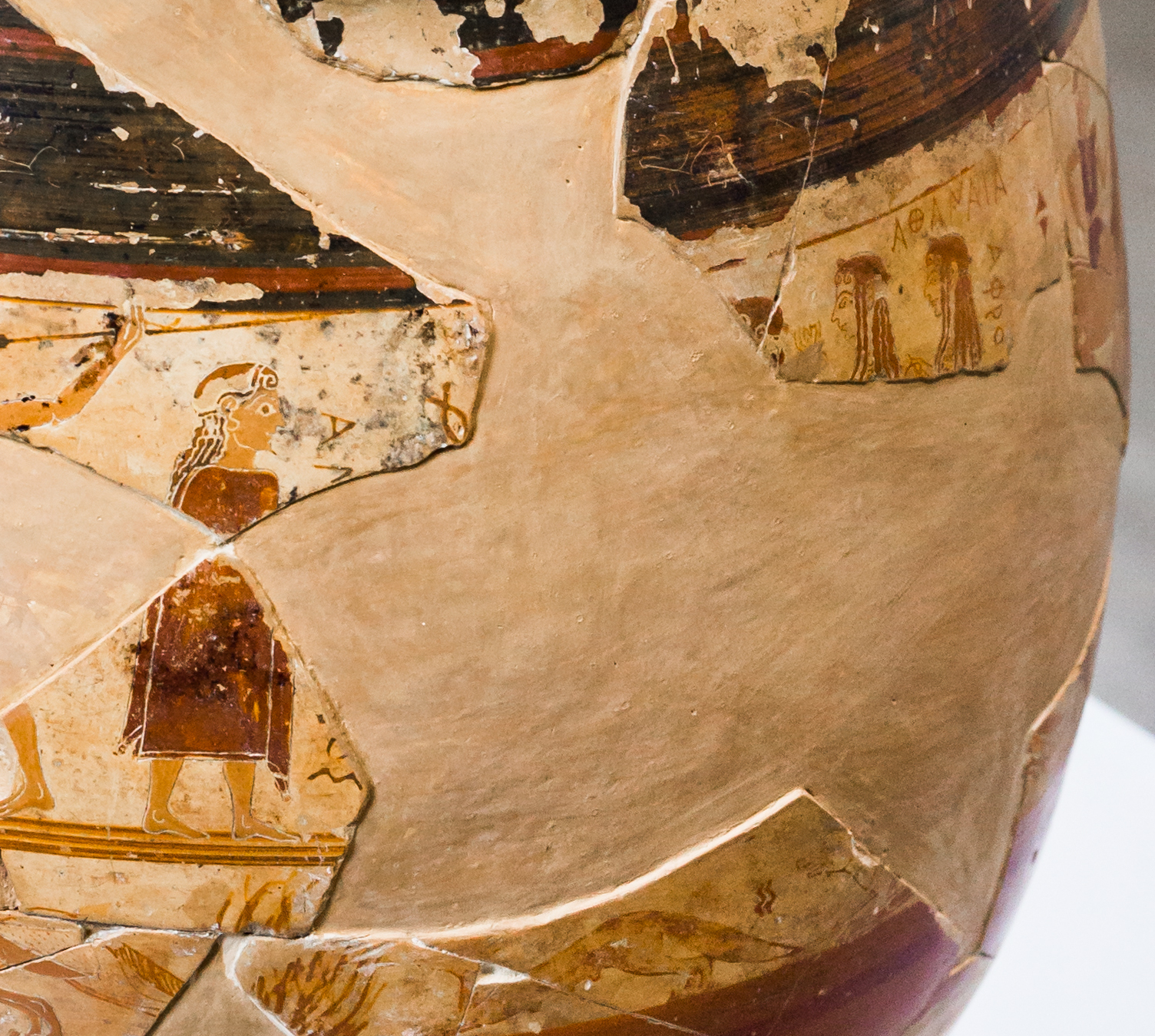
Escena del juicio de Paris

La escena con el Juicio de Paris en el olpe de Chigi es la representación más antigua que existe del mito. La mayor parte de la escena, especialmente los cuerpos de las tres diosas, se ha perdido. La figura de Paris, en gran parte completa, está etiquetada como Alexandros a la manera homérica, aunque es posible que el escritor no sea el mismo que el pintor, ya que las inscripciones no son típicamente corintias.
Esta escena, situada bajo el asa y "pintada de alguna manera como una ocurrencia tardía", según John Boardman, invita a preguntarse si los eventos pintados en este vaso son independientes o en cambio presentan un tema narrativo unitario en todo el vaso.
Jeffrey Hurwit sugiere que la escena del Juicio de Paris puede estar relacionada con temas como la belleza, la toma de una decisión o una unión matrimonial, pero dado que el juicio de Paris fue el preludio de la guerra de Troya, quizá esta escena pueda estar relacionada con el enfrentamiento de guerreros de la parte superior. Por otra parte, el juicio de Paris también podría estar ligado al papel central que tenía la diosa Afrodita en el panteón de Corinto. Este autor opina que, leyendo de abajo hacia arriba el vaso, se pueden distinguir las tres etapas del proceso educativo (paideía) de un aristócrata corintio desde la niñez, en la parte inferior, pasando por la efebía, que ocuparía la banda intermedia, hasta su culminación convirtiéndose en un ciudadano pleno caracterizado como uno de los guerreros de la parte superior. Por otra parte, Matteo D'Accunto cree que la iconografía del vaso refleja la ideología de la élite aristocrática de Corinto, los Baquíadas. Estos aristócratas estarían representados en la escena de la caza del león y en la escena de combate de la parte superior, mientras la educación que recibían los efebos estaría representada en la parte inferior. Este autor sugiere que el vaso podría haber sido un regalo de un aristócrata de Corinto a un príncipe etrusco.